# ReaLemon
ReaLemon é uma marca de suco de limão estadunidense fundada no ano de 1934 e é fabricado e comercializado desde 2016 pela Mott's, parte da Keurig Dr Pepper. ReaLime é uma marca de suco de limão que iniciou sua comercialização em 1944, e é produzida da mesma forma que ReaLemon, sendo também produzida e comercializada pela Mott's.
Tanto o ReaLemon como o ReaLime são fabricados através da reconstituição do sumo concentrado com água filtrada até obter um teor natural. Irving Swartzburg inventou o produto e comercializou-o em 1934, tendo começado a utilizar a marca “ReaLemon” no início da década de 1940. Em 1962, a Borden comprou a Swartzburg os direitos da marca ReaLemon nos Estados Unidos. A Eagle Family Foods adquiriu a marca à Borden em 1998 e, em 2001, a Mott's adquiriu a marca.
Ambos os produtos são utilizados como ingrediente em vários pratos, e o ReaLemon é também utilizado como ingrediente em algumas bebidas. Ambos os produtos têm também algumas utilizações não culinárias.

## História
Fundada em Chicago no ano de 1934 por Inving Swartzburg, iniciou o negócio vendendo garrafas da ReaLemon sendo composta de sumo de limão reconstituído a partir de limões espremidos a hotéis, bares e outros clientes comerciais. Os primeiros produtos de Swartzburg eram altamente perecíveis e variavam em força e sabor devido à falta de uniformidade nos limões. Alguns anos depois, descobriu que ao concentrar o suco de limões frescos e adicionar água, poderia produzir um suco de limão engarrafado com consistência uniforme. Além disso, Swartzburg aprimorou o produto através de um processo de filtração e preservação. Utilizando os mesmos procedimentos, ele conseguiu criar um suco de limão a partir do concentrado.
A ReaLime é uma marca de sumo de lima reconstituído a partir de concentrado, que foi introduzida uma década depois da ReaLemon, em 1944.
A companhia estadunidense Borden adquiriu os direitos das marcas ReaLemon e ReaLime nos Estados Unidos no ano de 1962, quando adquiriu a ReaLemon-Puritan Company por cerca de 12,4 milhões de dólares. Neste momento, a marca ReaLemon tinha cerca de 90% do mercado de suco de limão processado nos Estados Unidos. No início da década de 1970, a ReaLemon aumentou ainda mais sua fatia de mercado chegando a deter 92% de participação no mercado nacional de suco de limão processado nos Estados Unidos. No entanto, esta quota de mercado foi reduzida para 88% em agosto de 1970 devido à entrada de concorrentes no mercado nacional, particularmente a Golden Crown.
Após a ReaLemon obter sucesso no mercado europeu, Borden o introduziu no Reino Unido em 1975, como uma garrafa de suco de limão de 250 ml. Em 1980, a ReaLemon representava cerca de 25% do mercado de suco de limão processado do Reino Unido. Em resposta a esta competição, a Reckitt & Coleman, os produtores do suco de limão Jif começaram a produzir Jif em garrafas de 150 ml e 250 ml. Borden então começou a fazer planos para comercializar o ReaLemon em uma embalagem em formato de limão semelhante à embalagem de Jif. Isso resultou em uma ação judicial iniciada pela Reckitt & Coleman contra Borden, alegando que ReaLemon copiou a embalagem de Jif para enganar os consumidores, confundindo seu produto com Jif.
O caso ficou conhecido como "O caso Jif Lemon" e foi resolvido em 1990 no Tribunal de Apelação. Foi decidido que existia um reconhecimento público suficiente das embalagens de Jif, o que criou uma reputação estabelecida para a marca. A decisão também afirmou que os consumidores “provavelmente acreditariam que o ReaLemon era um Jif Lemon quando "o vissem na prateleira de um supermercado”. A corte formou maioria a favor da Reckitt & Colman ocorreu apesar do fato da empresa não ter patenteado a embalagem plástica de limão como sua propriedade intelectual.
Eagle Family Foods adquiriu as marcas ReaLemon e ReaLime da Borden em 1998, e em 2001 a Mott's, que na época era subsidiária da Cadbury Schweppes de Londres, e agora faz parte da Keurig Dr Pepper, que adquiriu as marcas da Eagle Family Foods.  O custo total da operação foi de cerca de 128 milhões de dólares. No ano de 2001, tanto a ReaLemon quanto a ReaLime detinham uma participação de mercado de 48% nas categorias de suco de limão e lima, tornando-as líderes de mercado neste contexto.

## Produção
ReaLemon é um produto reconstituído, preparado pela adição de água filtrada ao concentrado de suco de limão em conserva, com sulfitos como conservante e óleo de limão como intensificador de sabor adicionado durante a fabricação. Quando engarrafado, o líquido tem força semelhante ao suco de limão natural. Realime é feito de forma semelhante, com sulfitos como conservante e também com óleo de limão, mas, com outra concentração.
A partir de 2016, RealLemon e ReaLime foram fabricados e comercializados pela Mott's.
ReaLemon é embalado em garrafas plásticas com a representação de um limão no topo da garrafa e uma tampa amarela. Já a ReaLime é empacotado no mesmo frasco do ReaLemon com a foto de limão e tampa verde. O ReaLemon também chegou a circular nos Estados Unidos em recipientes plásticos menores que possuem o formato e a cor de um limão inteiro, em pacotes de porção única.
Em julho de 2012, a Food and Drug Administration (FDA), órgão federal de saúde pública dos Estados Unidos, emitiu um alerta ao Dr. Pepper Snapple Group sobre violações de HAACP (análise de perigos e pontos críticos de controle) que foram encontradas em uma fábrica de processamento em Irving, no interior do Texas. A FDA descobriu que o suco de limão e lima era mantido em condições insalubres, o que representava uma ameaça potencial à saúde dos consumidores. Os gestores da empresa foram avisados pela FDA de que era necessária uma redução nos níveis de microrganismos para proteger os consumidores.

## Usos

### Culinária
Duas a três colheres de sopa de suco de limão ReaLemon têm o equivalente ao suco de um limão de tamanho médio. Tanto o ReaLemon quanto o ReaLime são usados como ingredientes em várias receitas, como panificação, grelhados e como ingrediente em marinadas e molhos para salada. ReaLemon pode ser usado como ingrediente em chá quente e em vários pratos cozidos e assados, como tortas. ReaLemon e outros sucos de limão podem ser usados para evitar que ocorra escurecimento em batatas descascadas ou fatiadas. Isso é feito mergulhando as batatas fatiadas em uma mistura de suco de limão e água. Tanto o ReaLemon quanto o ReaLime devem ser refrigerados após a abertura dos frascos.

### Doméstico
ReaLemon e outros sucos de limão podem ser usados como desodorizante e limpador doméstico, o que é eficaz devido ao conteúdo altamente ácido do suco de limão. O ReaLime pode ser usado topicamente como remédio caseiro para clarear as unhas amareladas, mergulhando as unhas em uma mistura de ReaLime, sal e água morna por dez minutos.